# متسولمباردو
متسولمباردو (به ایتالیایی: Mezzolombardo) یک کومونه در ایتالیا است که در ترنتینو واقع شده‌است.

## خصوصیات
متسولمباردو ۱۳٫۸ کیلومترمربع مساحت و ۶٬۴۹۸ نفر جمعیت دارد و ۲۲۶ متر بالاتر از سطح دریا واقع شده‌است.